# Puerto Limón (Ecuador)
Puerto Limón ist eine Ortschaft und eine Parroquia rural („ländliches Kirchspiel“) im Kanton Santo Domingo der ecuadorianischen Provinz Santo Domingo de los Tsáchilas. Die Parroquia besitzt eine Fläche von 228 km². Die Einwohnerzahl lag im Jahr 2010 bei 9344.

## Lage
Die Parroquia Puerto Limón liegt im Tiefland westlich der Cordillera Occidental im Westen der Provinz Santo Domingo de los Tsáchilas. Das im Einzugsgebiet des Río Daule gelegene Areal wird nach Westen und nach Südwesten entwässert. Der 217 m hoch gelegene Hauptort befindet sich 26 km südwestlich der Provinzhauptstadt Santo Domingo de los Colorados am linken Flussufer des nach Südwesten fließenden Río Peripa. Eine 10 km lange Nebenstraße verbindet Puerto Limón mit Luz de América, das an der Fernstraße E25 (Santo Domingo de los Colorados–Quevedo) liegt.
Die Parroquia Puerto Limón grenzt im Norden und im Nordosten an das Municipio von Santo Domingo de los Colorados, im Osten und im Südosten an die Parroquia Luz de América sowie im Westen an das Municipio von El Carmen (Provinz Manabí, Kanton El Carmen).

## Siedlungen und Orte
In der Parroquia gibt es folgende Recintos:
- San Miguel de los Colorados
- La Providencia
- Tahuaza
- El Progreso
- San Isidro de Peripa
- Simón Bolívar
- La Unión
- La Independencia
- Viente Rocafuerte
- La Y del Paraíso
- Paraíso del Pupusá
- La Congomita
- Santa Cecilia
- El Rosario
- San Francisco del Peripa
- Palo Blanco
- San Remo
- La Polvareda
- San Luis
- Nuevo San Francisco
- Libertad del Cóngoma

## Geschichte
Die Gründung der Parroquia Puerto Limón wurde am 20. September 1984 im Registro Oficial N° 29 bekannt gemacht und damit wirksam. Zuvor war Puerto Limón ein Recinto im Kanton Santo Domingo.